# Фолкеркское колесо
Фо́лкеркское колесо́ (англ. Falkirk Wheel) — первый в мире вращающийся судоподъёмник, соединяющий каналы Форд-Клайд и Юнион. Его назвали в честь соседнего города Фолкерк в центральном районе Шотландии. Первоначально каналы были соединены одиннадцатью шлюзами, однако они были выведены из эксплуатации и засыпаны ещё в 1930-х годах.
В 1998 году было принято решение запустить «Миллениум Линк»[en] — проект возобновления судоходства по каналам Шотландии, соединявшим Глазго с Эдинбургом. Проект возглавила фирма British Waterways при поддержке и финансировании семи местных властей, шотландской Сети предприятий, Европейского фонда регионального развития и Комиссии Тысячелетия. Вместо восстановления старой громоздкой инженерной системы был предложен проект в стиле XXI века. Рассматривались многочисленные варианты — от гигантского «чёртова колеса» до поворотных площадок, однако после трёхнедельной дискуссии её участники остановились на принципе подъёма-спуска судов. Проект включал в себя также центр для посетителей с магазинами, кафе и выставочным залом.
Перепад высот между этими водными артериями составляет 24 м. Однако канал Юнион на 11 м выше, чем акведук, подводящий суда к подъёмнику, поэтому лодки должны пройти через два шлюза, чтобы спуститься с этого канала на акведук. Акведук не был помещён выше из-за пересечения с исторически важным Валом Антонина. Часть акведука длиной 150 м проходит под землёй по туннелю эллиптического сечения.
Диаметр судоподъёмника составляет 35 м, само сооружение состоит из центральной оси длиной в 28 м (100 футов) и двух отстоящих друг от друга архитектурных элементов, напоминающих своими очертаниями кельтский двойной топор. В процессе работы колесо перемещает суда между каналами, поднимая и опуская две ёмкости, наполненные водой, грузоподъёмностью 300 т каждая. Ёмкости уравновешиваются: по закону Архимеда заплывшее на платформу судно вытесняет воды собственного веса. Колесо между остановками вращается по своей оси на 180°.
Строение расположено около форта «Rough Castle»[en]. Самая близкая деревня — Tamfourhill[en].
24 мая 2002 года королева Елизавета II открыла Фолкеркское колесо в рамках празднования своего золотого юбилея пребывания у власти.
В 2003 году сооружение было названо лучшей оригинальной работой в области дизайна.

## Галерея

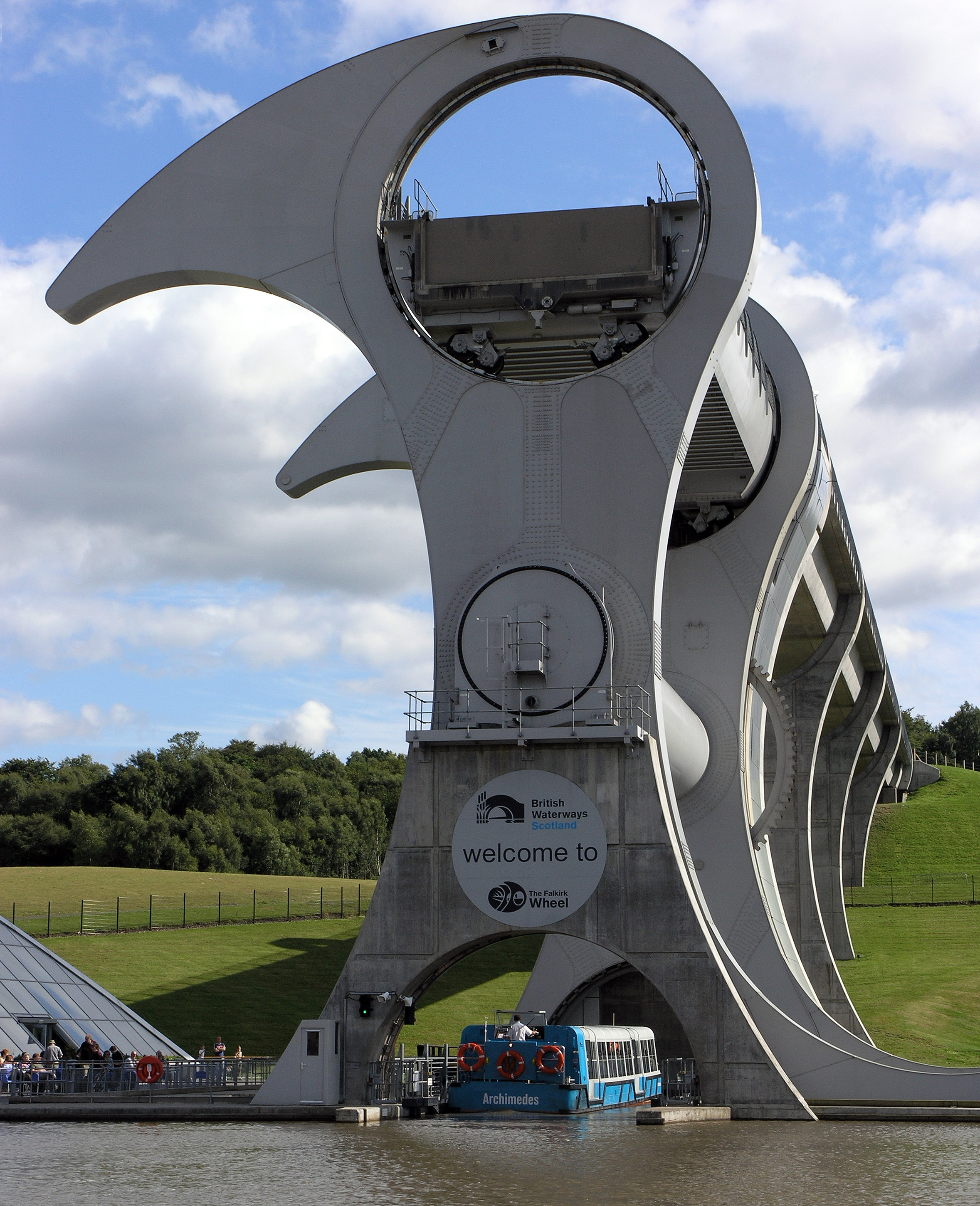
Фолкеркское колесо
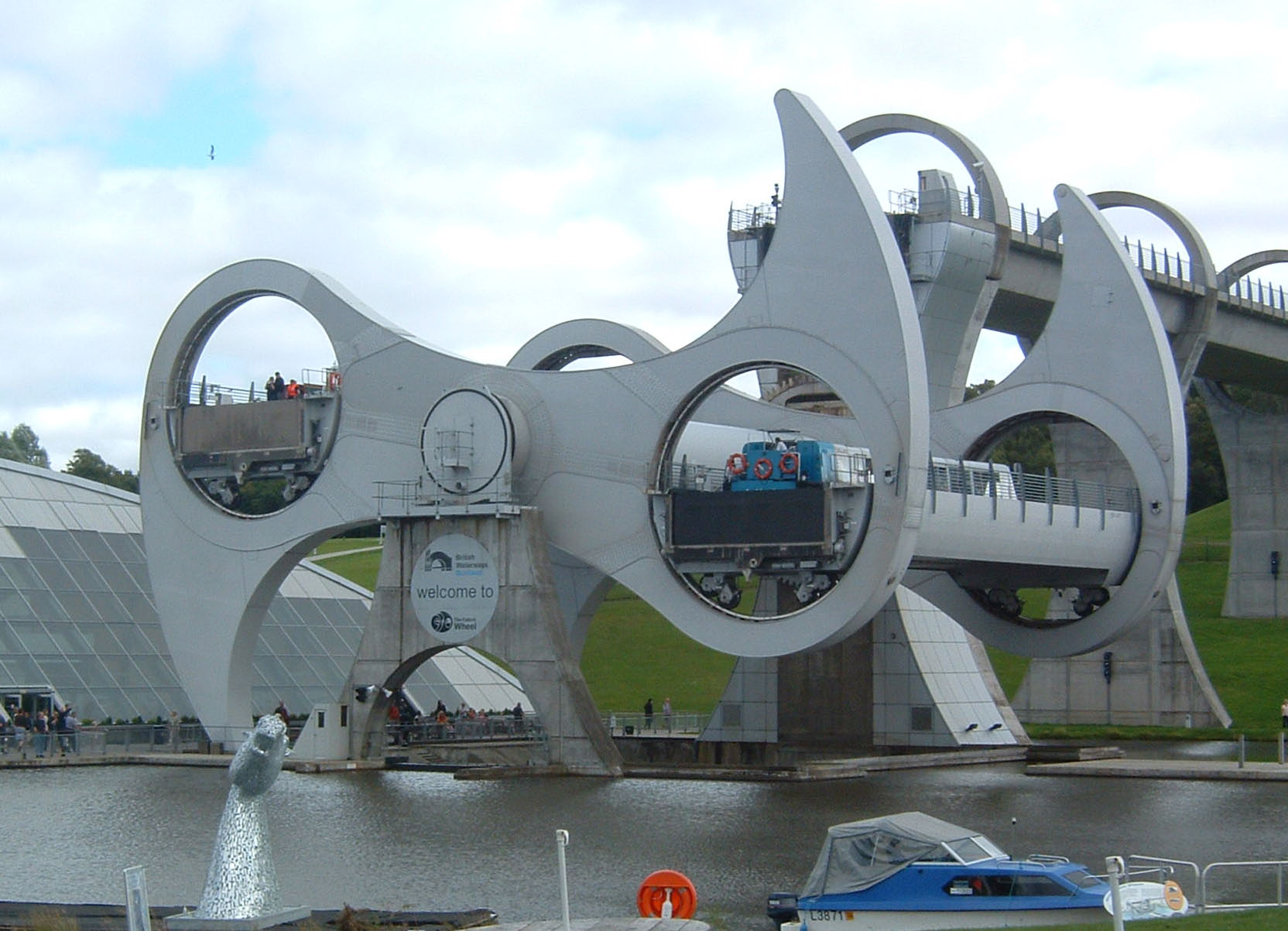
Пол-оборота
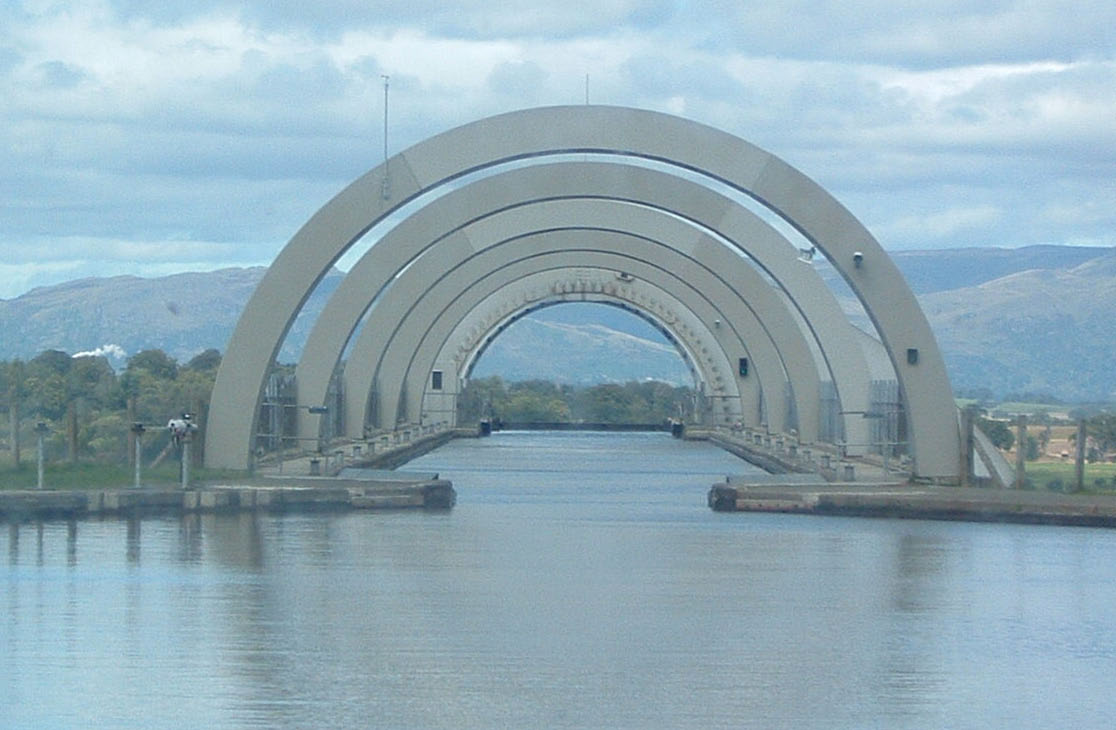
Вид сверху виадука, на фоне видны Ochil Hills